# Alfred Tennyson
Alfred Tennyson (Primul Baron Tennyson) (n. 6 august 1809, Somersby, Lincolnshire  - d. 6 octombrie 1892, Haslemere, Surrey) a fost poet englez, personalitate importantă a literaturii britanice din epoca victoriană.

## Opera
Lirica sa aparține romantismului târziu și se caracterizează prin tratarea epică a subiectelor de inspirație clasică, în scopul reflectării idealurilor victoriene.
În cadrul dramaturgiei, se remarcă măiestria limbajului.

### Poezie
- 1842 - Poeme ("Poems");
- 1850 - In memoriam ("In Memoriam");
- 1852 - Odă la moartea ducelui de Wellington ("Ode on the Death of the Duke of Wellington");
- 1854 - Șarja brigăzii de cavalerie ușoară ("The Charge of the Light Brigade");
- 1859 - Idilele regelui ("The Idylls of the King");
- 1864 - Enoch Arden ("Enoch Arden");
- 1885 - Tiresias și alte poeme ("Tiresias and Other Poems");
- 1889 - Demetra și alte poeme ("Demeter and Other Poems").

### Dramaturgie
- 1855 - Maud ("Maud");
- 1875 - Regina Maria ("Queen Mary");
- 1879 - Șoimul ("The Falcon");
- 1884 - Becket ("Becket").